# Ion Dumitrescu
Ion Dumitrescu, född 18 juli 1925 i Bukarest, död 1999, var en rumänsk sportskytt.
Dumitrescu blev olympisk guldmedaljör i trap vid sommarspelen 1960 i Rom.